# Leptodactylus apepyta
Leptodactylus apepyta é uma espécie de anfíbio anuro da família Leptodactylidae, descrita em 2019. Essa espécie é endêmica da região do Gran Chaco na América do Sul, com registros na Argentina, Paraguai e possivelmente Bolívia.

## Etimologia
O termo "Leptodactylus" tem origem no grego e pode ser traduzido como "dedos finos" ou "dedos soltos". O nome específico apepyta deriva do guarani, onde "apé" significa "dorso" e "pytã" significa "vermelho", em referência à coloração avermelhada característica do dorso da espécie.

## Taxonomia e Sistemática
Leptodactylus apepyta pertence ao grupo de espécies Leptodactylus fuscus dentro do gênero Leptodactylus. A espécie foi anteriormente confundida com Leptodactylus mystacinus, mas análises moleculares e morfológicas confirmaram que se trata de uma espécie distinta.

## Distribuição
A espécie é encontrada no Gran Chaco, especialmente no Chaco Seco na Argentina e Paraguai. Há registros na região da Chiquitânia, na Bolívia, sugerindo que sua distribuição pode ser mais ampla.

## Biologia e História Natural

### Caracterização da espécie
Leptodactylus apepyta apresenta um porte médio, com machos medindo entre 46,80 e 61,41 mm e fêmeas entre 51,67 e 66,21 mm. Possui corpo robusto, cabeça mais larga que longa, tímpano pequeno e escuro com anéis também escuros, possuem uma faixa preta larga que se estende da ponta do focinho até a inserção do membro anterior e também uma faixa clara distinta no lábio superior, também possuem um ou dois pares de dobras dorsolaterais com listras escuras distintas que coincidem com o par superior e listras escuras interrompidas nas dobras dorsolaterais dos flancos quando esse segundo par de dobras estão presentes.

### Coloração

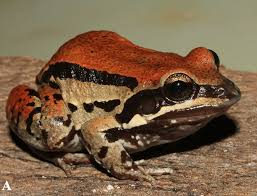
Leptodactylus apepyta em seu habitat natural.

A espécie apresenta um dorso avermelhado, faixas pretas laterais e padrões distintos nas pernas e ventre. Essas características ajudam na camuflagem no ambiente natural.

### Vocalização
Os machos vocalizam após o pôr do sol de outubro a fevereiro, durante a estação chuvosa, sendo típicos de florestas secas e áreas abertas do Chaco Seco.
Eles iniciam a vocalização perto de lagoas temporárias, sobre troncos caídos ou galhos baixos, até 1,5 m de altura. O canto de anúncio consiste em séries de notas não pulsadas com taxa de 5,92 notas/s, duração entre 30 e 68 ms e frequência de 2.155 a 2.457 Hz.

### Ciclo de vida
Ainda não há informações sobre a fase larval (girinos) e oviposição dessa espécie.

## Comparação com outras espécies
Leptodactylus apepyta se distingue de outras espécies do grupo Leptodactylus fuscus pelo padrão de coloração e morfologia do canto.
A nova espécie difere de Leptodactylus mystacinus por possuir um tímpano escuro bem definido, cabeça mais larga e coloração avermelhada no dorso.

## Estado de conservação
Leptodactylus apepyta foi avaliado pela IUCN e classificado como Menos Preocupante (LC - Least Concern), pois não apresenta ameaças significativas e ocorre em áreas protegidas.
No entanto, sua distribuição representa um novo endemismo para a ecorregião do Gran Chaco e possivelmente para a Chiquitanía, uma região de ecótono entre a amazônia e o chaco com predominância da condições ambientais do chaco, o que torna essencial a conservação de seu habitat, já que o Gran Chaco é o maior remanescente de florestas tropicais secas da América do Sul.